# Andie McPhee
(Andie in Grandi speranze)
Andrea 'Andie' McPhee è un personaggio della serie televisiva Dawson's Creek. È interpretata dall'attrice Meredith Monroe ed è doppiata nella versione italiana da Barbara De Bortoli.

## Descrizione del personaggio
Figlia di Joseph e Andrea, porta lo stesso nome di sua madre, Andie ha due fratelli, Jack e Tim, quest'ultimo tuttavia è deceduto in un incidente stradale e ciò ha distrutto la famiglia: il padre di Andie si è allontanato dai figli mentre la madre, straziata dal dolore, è divenuta preda di un forte disturbo mentale.
Fin da subito, nelle prime apparizioni del personaggio, vengono esaltate le differenze tra lei il fratello Jack, egli infatti è introverso e poco espansivo, mentre Andie è una ragazza piena di energie, infatti è una persona volitiva e che cerca di affrontare la vita con ottimismo. Il rapporto con il padre rappresenta un altro elemento che distingue lei e Jack, quest'ultimo infatti ha sempre disprezzato l'incapacità di Joseph di sostenere lui e la sorella dopo la morte di Tim, mentre Andie indipendentemente dagli errori di Joseph cerca la sua costante approvazione.
Crede molto nel valore dell'onestà, a volte si è riveleta ingenua e anche fragile, tuttavia è una persona motivata, nonostante le difficoltà lei preferisce affrontare la vita con fiducia e speranza. È una ragazza buona e compassionevole, per propria ammissione è incapace di portare rancore alla gente. Spesso affronta i discorsi con troppo entusiasmo, tanto da diventare logorroica, tenta di nasconderlo ma è una persona insicura, questo aspetto del suo carattere in più di un frangente ha portato Andie a scelte irresponsabili. Andie è una ragazza ambiziosa, si impegna per raggiungere i propri obiettivi, ma soprattutto vuole sempre che le persone che le stanno vicino esprimano totalmente il proprio potenziale. Uno dei suoi film preferiti è Footloose.
Nella seconda stagione Andie ha sofferto di allucinazioni e disturbi comportamentali, ciò è il motivo per cui ha dovuto trascorrere dei mesi in un istituto di igiene mentale, inoltre prende regolarmente degli antidepressivi. È stato suggerito più volte, comunque, che i problemi di Andie non sono necessariamente sintomatici di una malattia mentale, ma che sono più che altro il frutto della paranoia dovuta alla paura di essere uguale alla madre, infatti Andie ha ammesso che quando sua madre perse il senno in reazione alla morte di Tim, nel tentativo di comprenderla ha finito involontariamente con l'interiorizzare il dolore della madre fino a identificarsi con lei e a sviluppare dei disturbi psicologici simili ai suoi.

## Biografia

### Seconda stagione
Andie lascia Providence  e si trasferisce a Capeside, piccola cittadina del Massachusetts, insieme alla madre e a Jack, diversamente da quest'ultimo che non ha la forza di affrontare il problemi legati alla famiglia (quali lo stato di salute mentale della madre e il fatto che Joseph non vive più con loro) avendo sviluppato un carattere schivo e a tratti diffidente, Andie invece preferisce confrontarsi con le difficoltà famigliari con più responsabilità e consapevolezza. Quando conosce Pacey all'inizio lo prende in antipatia, considerandolo in un primo momento un ragazzo demotivato e superficiale, ma poi i due stringono amicizia, e finiranno per innamorarsi, Andie ha su di lui un'ottima influenza, lei è stata la prima persona che è stata capace di muovere i primi passi per la maturazione emotiva di Pacey, anche per questo motivo egli all'inizio ha faticato in più di un'occasione ad accettare l'amore di Andie, spaventato dal cambiamento che lui stesso stava subendo, ma poi i due si mettono insieme, e Andie perde la sua verginità con Pacey.
Purtroppo l'amore tra i due viene messo alla prova dai continui ostacoli che Andie deve affrontare, a cominciare dalla madre che ormai non ha più controllo sul proprio delirio, al punto che Joseph decide di internarla in una clinica, egli inoltre si ostina e non voler vivere con i suoi figli, tra l'altro l'omosessualità di Jack diventa di dominio pubblico. Come se non bastasse Abby, compagna di scuola, umilia davanti a tutti Andie ritenendo che lei, potenzialmente, possa andare incontro al medesimo crollo psicologico della madre, inoltre Abby muore affogando dopo aver bevuto troppo, la morte della ragazza è un duro colpo per Andie, la quale inizia ad avere allucinazioni, all'inizio immagina di vedere Abby e poi anche il defunto fratello Tim, arrivando anche a dialogare con quest'ultimo. Per merito dell'affetto di Jack e Pacey lei ritrova parzialmente il proprio autocontrollo, tuttavia Joseph decide di farla curare in un istituto psichiatrico, Andie accetta di farsi ricoverare capendo che deve guarire per evitare che Jack e anche Pacey debbano addossarsi la responsabilità di prendersi cura di lei.

### Terza stagione
Adesso che Andie è stata dimessa dalla clinica, pare aver ritrovato il suo equilibrio, torna a Capeside ma purtroppo si vede costretta a confessare a Pacey che, durante la sua permanenza nell'opsedale psichiatrico (perseguitata dalla paura e dall'angoscia) lo ha tradito con Mark, un altro paziente dell'istituto. All'inizio era sua intenzione mantenere il segreto, ma il rimorso nei confronti di Pacey la stava spingendo a distanziarsi da lui, tanto che Pacey aveave già intuito che Andie gli stava nascondendo qualcosa. Andie è sinceramente mortificata per quanto accaduto, ma Pacey pur non portandole rancore, decide di lasciarla, non tanto per il tradimento quanto per il fatto che non è stato capace di aiutarla davanti ai suoi problemi.
Andie, quasi a voler compensare la perdita di Pacey, decide di finalizzare le proprie forze sulle sue ambizioni, infatti ciò che desidera a farsi ammettere ad Harvard tanto che, quando Dawson entra in possesso delle risposte ai test psicoattitudinali, lei le ruba garantendosi così un punteggio altissimo al test. Andie si lascia corteggiare da Rob, un ragazzo più grande di lei, era un amico di Tim, la cosa però rischia di degenerare quando Andie accusa Rob di tentato stupro ai suoi danni, tanto che Pacey la difende e ciò sembra favorire un loro riavvicinamento. Purtroppo Pacey, pur volendole bene, non desidera più stare con lei, avendo capito che Andie lo aveva tradito solo perché in fondo era consapevole che lei e Pacey non sono fatti l'una per l'altro, inoltre Rob non aveva tentato realmente di violentarla, Andie (quasi inconsciamente) si era inventata tutto solo per manipolare Pacey, nel vano tentativo di riconquistarlo.
Ormai Andie, Jack e Joseph sono una famiglia più unita, però lei, sopraffatta dal rimorso per aver imbrogliato al test psicoattitudinale, racconta la verità al preside, non viene espulsa anche se il suo punteggio viene invalidato. Andie inizia a uscire con Will, un amico di Pacey, ma pur provando un po' di attrazione per lui, non riesce a dimenticare Pacey, solo per scoprire che lui e Joey ora stanno insieme, all'inizio avevano tentato di nascondere la loro relazione, benché in più di un'occasione è stato messo in evidenza che Andie stava già iniziando a covare dei sospetti su loro due. Andie ormai si rassegna, lei e Pacey non torneranno più insieme dato che lui è innamorato perdutamente di Joey, limitandosi a rimanere accanto a Pacey solo come amica.

### Quarta stagione
È l'ultimo anno di liceo e Andie viene accettata ad Harvard per la felicità di amici e parenti, tuttavia Andie non è capace di giorne come vorrebbe, lei è ancora innamorata di Pacey, e non è facile per lei accettare di vederlo accanto a Joey. Quando vede Jen in possesso di ecstasy arriva a rubarle una pasticca e ad assumerla, reagendo con gli antidepressivi che lei già prende, finisce in ospedale avendo rischiato di morire per un'overdose. Joseph, desiderando un po' di serenità per la figlia, la convince a saltare l'anno scolastico, anche perché Andie per merito dei suoi ottimi voti può già ottenere il diploma in anticipo, invitandola a trascorrere del tempo dalla zia a Firenze. Andie, dopo il suo soggiorno in Italia, ha ritrovato pienamente la propria identità, adesso è una persona felice, e torna a Capeside in tempo per la cerimonia di diploma.
In particolare viene evidenziato il profondo affetto che continua a legare lei e Pacey, infatti Andie ammette che per merito dell'influenza di Pacey ha trovato la forza di sconfiggere le proprie paure, mentre Pacey identifica in Andie la prima persona che veramente è riuscita a credere in lui e ad aiutarlo ad avere più autostima.

### Sesta stagione
Andie fa una breve apparizione nell'ultimo episodio, quando Jen si ammala e muore, infatti Andie ha fatto in tempo a tornare a Capeside per darle l'ultimo saluto, attualmente sta studiando per diventare medico.